# Liaoningosaurus paradoxus
Liaoningosaurus (il cui nome significa "lucertola di Liaoning") è un genere estinto di dinosauro anchilosauride vissuto nel Cretaceo inferiore, circa 122 milioni di anni fa, in Cina. L'unica specie ascritta a questo genere è L. paradoxus, ed è rappresentata da due esemplari fossili raccolti nella Formazione Yixian (formazione risalente all'Aptiano), nella Provincia di Liaoning. Il Liaoningosaurus possedeva caratteristiche anatomiche piuttosto particolari, inoltre il ritrovamento di un secondo esemplare ha fatto sorgere la teoria secondo cui Liaoningosaurus sarebbe il primo anchilosauro acquatico ed il primo ornitischo carnivoro. Tuttavia, l'ipotesi di un anchilosauro nano pedomorfico acquatico carnivoro è troppo ardita per essere credibile sulla base di un solo esemplare, da parte di molti paleontologi.

## Etimologia
Le specie tipo, Liaoningosaurus paradoxus, fu descritta e nominata dai paleontologi Xu Xing, Wang Xiaolin e You Hailu, nel 2001. Il nome generico, Liaoningosaurus, si riferisce al luogo della scoperta dell'animale ossia Liaoning. Il nome specifico, paradoxus, si riferisce invece all'incerta classificazione dell'animale che tuttora è difficilmente classificabile come nodosauride o come anchilosauride, a causa delle sue insolite caratteristiche.

## Descrizione
Liaoningosaurus è rappresentato da due esemplari fossili raccolti nella Formazione Yixian (formazione risalente all'Aptiano), nella Provincia di Liaoning. L'olotipo (IVPP V12560) (conservato nell’Istituto di Paleontologia e Paleoantropologia dei Vertebrati, di Pechino), consiste in un minuscolo scheletro di circa 34 centimetri (13 pollici) di lunghezza, ma ben articolato e quasi completo. Quest'esemplare è l'unico fossile di anchilosauro noto per aver conservato la fenestra mandibolare esterna. Sebbene non vi sia traccia della fenestra antorbitale, non è escluso che essa fosse presente. I denti erano relativamente grandi, ed erano presenti anche nella premascella (un tratto primitivo o più probabilmente un tratto giovanile). Le corone dei denti erano insolitamente lunghe e taglienti, dando ad ogni dente una forma a forcella. Omero e femore possiedono una combinazione di caratteristiche comuni a nodosauri e anchilosauri, mentre le unghie erano lunghe e simili ad artigli, a differenza degli artigli smussati degli altri anchilosauri. Queste caratteristiche sono state indicate come tratti giovanili, date le piccole dimensioni del campione e la mancanza di fusione tra la colonna vertebrale e ossa dell'anca.
Nel 2016, le informazioni ricavate da un secondo esemplare ha portato alcuni scienziati a formulare una serie di ipotesi su questi insoliti adattamenti: la mancanza di fusione dell'anca, i lunghi arti e i piedi allungati sarebbero in realtà adattamenti ad uno stile di vita acquatico. I grandi denti a forcella e i lunghi artigli potrebbero effettivamente essere stati usati per catturare pesci e altri piccoli animali. Il ritrovamento del contenuto dello stomaco, nel secondo esemplare, ha infatti dimostrato la presenza di piccoli pesci all'interno del corpo dell'animale. Un'altra caratteristica unica e insolita identificata nel primo campione, indica la presenza di una sorta di blindatura del ventre. Un grande segmento di quello che sembrava essere l'osso di un appartamento osteodermico copriva la parte inferiore dell'addome. Ciò suggerisce una struttura superficiale ricoperta da piccoli osteodermi esagonali e rombici. Tali lastre non erano mai state ritrovate in nessun altro anchilosauro, ed è stato citato come ulteriore indizio all'ipotesi di una vita acquatica. Sembra che le piastre di forma quasi triangolare conservate nella regione delle spalle fossero verticali, con lunghe spine verticali a picco sulle spalle. Tuttavia, un esame più attento degli osteodermi sulla piastra addominale sembra suggerire che essi non siano stati scolpiti su un unico pezzo di osso, ma invece somigliano a normali scaglie dei dinosauri. Tuttavia, nel 2013, le piastre addominali sono state reinterpretate come normali pezzi di pelle conservata.
Nonostante la presunta scoperta di un genere di anchilosauro acquatico e carnivoro attiri molti paleontologi, la maggior parte degli studiosi criticano il lavoro di Ji et al., affermando che l'ipotesi da lui formulata sia errata e che gli strani adattamenti dello scheletro dell'animale possano essere spiegati in maniera differente:
- L'esemplare è di ridotte dimensioni, tipico tratto da esemplare immaturo: ciò spiega automaticamente la ridotta ossificazione dello scheletro, un tipico tratto giovanile;
- L'abbondanza di esemplari di ridotte dimensioni è compatibile con le dinamiche di popolazione che conosciamo nei dinosauri mesozoici, dove i giovani sono abbondanti mentre gli adulti sono rari.
- Il fossile si formò sul fondo di un bacino lacustre: ciò spiega perché l'animale sia stato rinvenuto in un ambiente acquatico, ma ciò non implica che in vita Liaoningosaurus fosse abitualmente in acqua.
- La presenza di pesci dentro la cavità toracica dell'animale, per giunta distribuiti piuttosto a caso all'interno del corpo di Liaoningosaurus, è spiegabile considerando che i pesci sono spesso animali saprofagi e che possono convergere in gran numero per consumare un cadavere. Gli stessi autori hanno notato che uno dei pesci è fossilizzato anteriormente al femore, quindi all'esterno della gabbia toracica, e che ciò è poco coerente con la loro ipotesi;

Concludendo, l'ipotesi dell'anchilosauro nano pedomorfico acquatico carnivoro è troppo ardita per essere credibile sulla base di un solo esemplare.

## Classificazione
Determinare l'esatta classificazione di Liaoningosaurus è alquanto difficile a causa della giovane età del singolo campione e dalla presenza di tratti tipici sia da Ankylosauridae sia da Nodosauridae. Nel 2007, il paleontologo Xu et al. pubblicò un'analisi cladistica, ponendo Liaoningosaurus come un ramo evoluto di Nodosauridae, mentre il paleontologo Vickaryous et al. lo ha provvisoriamente assegnato agli Ankylosauria incertae sedis, nel 2004. Una seconda analisi cladistica eseguita da Thompson et al., nel 2011, ha suggerito che Liaoningosaurus sia un anchilosauride primitivo.